# Heniochus diphreutes

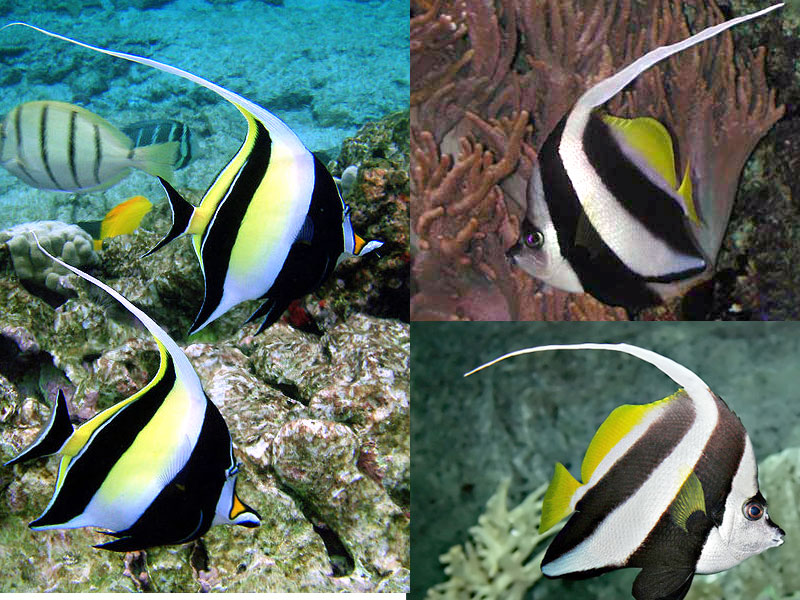
Heniochus diphreutes (dcha.) y Zanclus cornutus (izqda.)

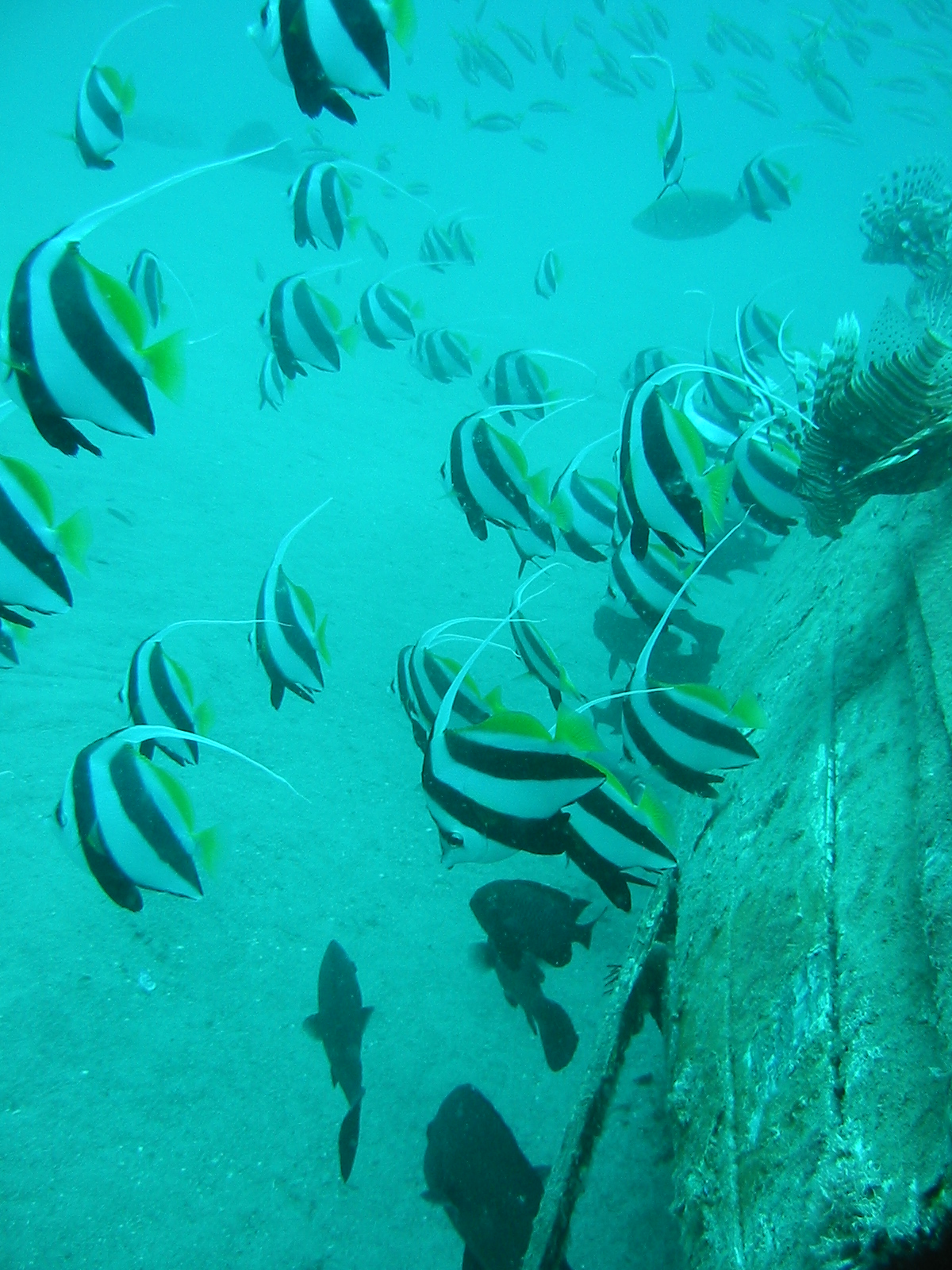
Grupo de Heniochus diphreutes

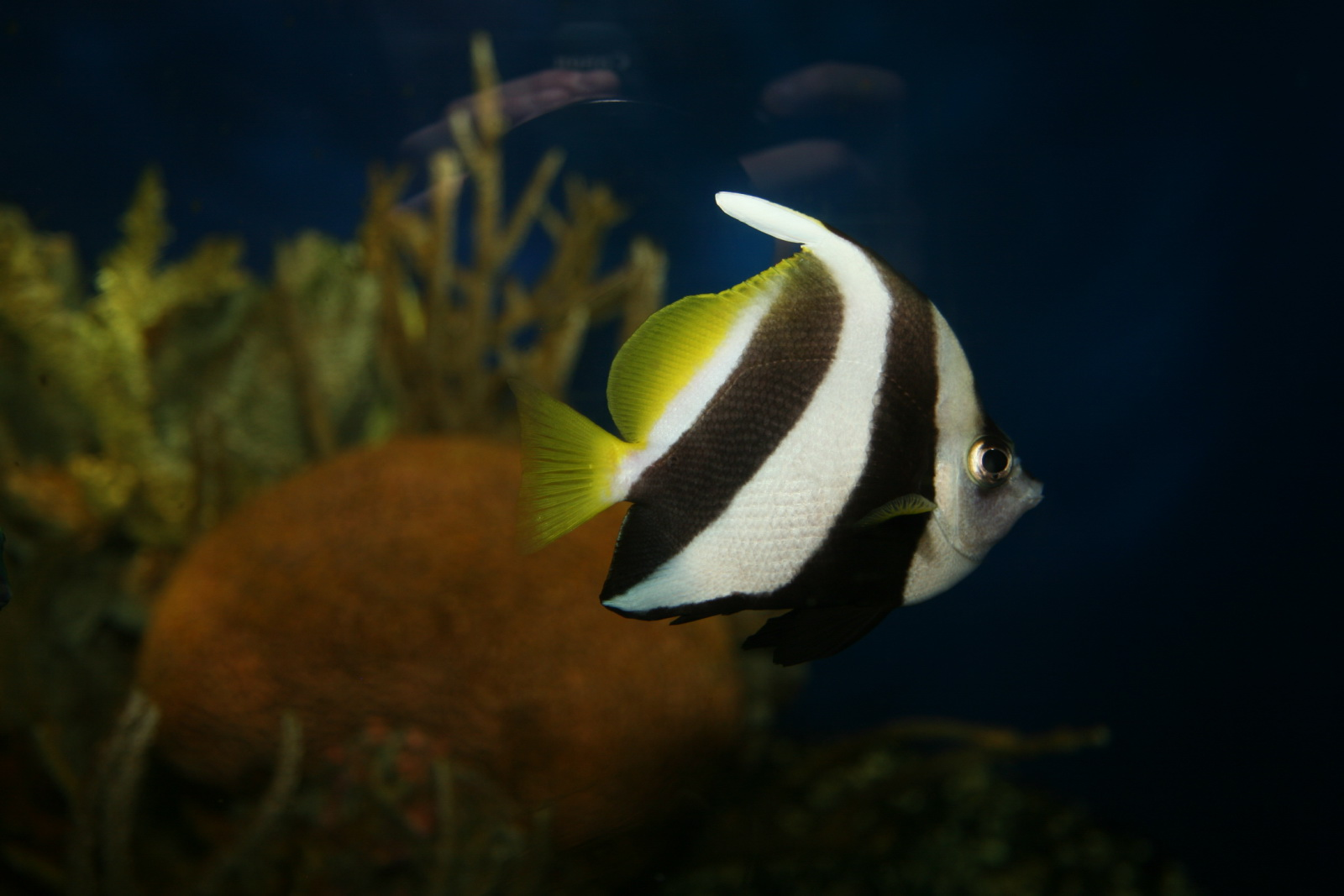
Ejemplar juvenil

El pez estandarte escolar o falso ídolo moro (Heniochus diphreutes) es un pez marino, de la familia de los Chaetodontidae. 
Debe su nombre común, pez estandarte escolar, a su hábito de desplazarse y convivir en grupos. También se le conoce por falso ídolo moro, debido a su parecido con la especie Zanclus cornutus, o ídolo moro.  
Es uno de los peces marinos usados en acuariofilia, aunque se comercializa escasamente. Siendo común en el comercio, sin embargo, su congénere Heniochus acuminatus, con quien se diferencia ligeramente en la librea.

## Morfología
Las especies del género Heniochus, presentan parte de su aleta dorsal en forma de largo filamento, que puede llegar a medir incluso más que el propio animal. Se trata de especies atractivas decoradas con dos franjas, en este caso, marrón oscuro sobre fondo blanco y tonalidades amarillas en el resto de la aleta dorsal y caudal, las aletas pelvianas son negras. La primera de las franjas, se extiende desde la parte delantera del "estandarte" de la aleta dorsal, atravesando la cabeza, hasta las aletas pelvianas. La segunda franja, va desde la parte trasera del "estandarte" de la aleta dorsal, hasta el abdomen y la aleta anal.
Su cuerpo es aplanado y comprimido lateralmente. Tiene entre 12 y 13 espinas dorsales, entre 23 y 25 radios blandos dorsales, 3 espinas anales, y, entre 17 y 19 radios blandos anales.
Alcanza los 21 cm de largo.

## Hábitat y distribución
Esta especie se encuentra en laderas profundas de arrecifes exteriores. Con poblaciones habitando aguas someras, en áreas con corrientes frías, en los trópicos. Su rango de profundidad es entre 5 y 210 m, pero lo usual es encontrarlos por debajo de los 15 m.
Tanto adultos como juveniles, normalmente viven en agregaciones. Los ejemplares juveniles actúan, en ocasiones, como peces limpiadores de otras especies de peces mayores.
Su rango geográfico de distribución abarca el Indo-Pacífico, desde el mar Rojo y la costa este africana, hasta el Pacífico, en Hawái, las islas Salomón, sur de Japón, y al sur hasta Nueva Zelanda. Es especie nativa de Arabia Saudí; Australia; Comoros; Corea; Yibuti; Egipto; Eritrea; Filipinas; Hawái; India (Andaman Is., Nicobar Is.); Indonesia; Israel; Japón; Jordania; Kenia; Madagascar; Maldivas; Islas Marianas; Mauricio; Mayotte; Mozambique; Birmania; Nueva Zelanda; Papúa Nueva Guinea;  Reunión; Islas Salomón; Somalia; Sudáfrica; Sri Lanka; Sudán; Tanzania; Tailandia y Yemen.

## Alimentación
Se nutre principalmente de zooplancton, algas y varios invertebrados bentónicos. Nadan desde el fondo hacia la superficie varios metros, mientras que se alimentan del zooplancton. 

## Reproducción
Es ovíparo y en cada desove suelta entre 3.000 y 4.000 huevos a la corriente, que los traslada a la parte superior de la columna de agua. Son pelágicos. Forman parejas durante el ciclo reproductivo.

## Mantenimiento
Son muy sensibles al amoniaco y al nitrito pero también lo son a pequeñas concentraciones de nitrato. Valores superiores a los 20 mg/litro pueden degenerar en casos de exoftalmia, normalmente en uno de sus ojos. 
La mayoría de los especímenes en el comercio de acuariofilia suelen estar habituados a alimentarse con mysis y artemia congelados. No obstante, en ocasiones, su mantenimiento con invertebrados presenta reservas, ya que aunque los Heniochus que podemos encontrar en el comercio, están aclimatados a la alimentación corriente: artemia, mysis, papillas, algas desecadas e incluso pienso o gránulos, no debemos olvidar que son peces mariposa. Por tanto, su mantenimiento con determinadas especies de corales, como clavularias, pachyclavularia, palythoa o similares, presenta ciertos riesgos. Es tolerante con el resto de compañeros de un acuario de arrecife.